# Opération Perpetual
Campagnes d'Afrique, du Moyen-Orient et de Méditerranée (1940-1945)
Batailles
Siège de Malte : Convois de Malte
L' Opération Perpetual (I & II) était une opération britannique de transport de Hawker Hurricane de Gibraltar à Malte pendant le Siège de Malte pendant la Campagne de Méditerranée de la Seconde Guerre mondiale. Elles s'est déroulée du 1er au 14 novembrebre 1941, dans le cadre des missions connues sous le nom de Club Run, dans le but de transférer des avions de combat à Malte, afin de renforcer les défenses de l'île, soumise pendant des mois à l'offensive des forces aériennes de l'Axe.

## Contexte
Les livraisons «Club Run» exigeaient que les avions de combat à courte portée opérationnelle soient chargés sur un porte-avions en Grande-Bretagne ou à Gibraltar et emmenés à portée de vol de Malte.

## L'opération
le vieux porte-avions HMS Argus et le transporteur HMS Athene (en)ont embarqué 62 chasseurs Hurricane de la contribution Pantaloon de la Royal Air Force (23 pour Argue et 39 pour Athene), et les navires ont quitté la rivière Clyde le 1er novembre, sous l'escorte du destroyer Laforey, et atteint Gibraltar le 8 novembre après avoir été rejoint en route par les destroyers Gurkha, Lightning, Zulu et le HNLMS Isaac Sweers de la marine royale néerlandaise .
À Gibralter 26 avions ont été transférés sur le porte-avions HMS Ark Royal, 11 sont restés sur l' Argus et le reste a été débarqué pour être assemblé sur place. Ark Royal et Argus ont fait route le 10 novembre vers Malte escortés du cuirassé Malaya, du croiseur anti-aérien léger Hermione et des destroyers Gurkha, Laforey, Legion, Lightning, Sikh, Zulu et le néerlandaisIsaac Sweers.
Le 13 novembre, les 37 chasseurs Hurricane ont décollé pour rencontrer 7 bombardiers légers Bristol Blenheim de Gibraltar comme avion d'escorte, mais 3 Hurricane n'ont pas atteint Malte.

## Conséquences
Les navires ont ensuite fait demi-tour vers Gibraltar, mais au milieu de l'après-midi du 13 novembre, ils ont été repérés à l'est de Gibraltar par une paire de sous-marins revenant d'une patrouille. Six avions Fairey Swordfish équipés de radar étaient en vol en patrouille anti-sous-marine, mais aucun d'entre eux n'a détecté les U-boot. Le U-205 a tiré trois torpilles, dont une a explosé dans le sillage du destroyer Legion.
Puis à 15h41, le U-81 de Kapitänleutnant Friedrich Guggenberger a tiré une salve de quatre torpilles, dont l'une a touché le porte-avions Ark Royal. Il semblait au début que le navire survivrait, mais ensuite un incendie s'est déclaré dans une chaufferie. Grâce aux vaillants efforts des destroyers qui l'accompagnaient, le porte-avions fut amené en vue de Gibraltar avant de finalement couler à 06h13 le 14 novembre alors à 48 km de Gibraltar.
Les sous-marins italiens Aradam, Squalo, Turchese, Fratelli Bandiera, Onice et Narvalo étaient trop à l'est pour intervenir.

### Opération Perpetual II
La perte du HMS Ark Royal a entraîné l'annulation du projet «Perpetual II», qui aurait dû transporter les 25 chasseurs Hurricane restants. Au cours du mois suivant, ceux-ci ont été rechargés sur le HMS Athene. Le 23 décembre ce transport est escorté par les destroyers d'escorte Croome et Exmoor à Takoradi en Afrique de l'Ouest, où les avions ont été débarqués, assemblés et transportés en Égypte via la route transafricaine.